# Ichthyosomatogasteridae
Ichthyosomatogasteridae är en familj av spindeldjur. Ichthyosomatogasteridae ingår i ordningen kvalster, klassen spindeldjur, fylumet leddjur och riket djur.